# Tim Sebastian (Fußballspieler)
Tim Sebastian (* 17. Januar 1984 in Leipzig) ist ein ehemaliger deutscher Fußballspieler.

## Kindheit
Tim Sebastian wurde 1984 in Leipzig geboren. Aufgrund von gesundheitlichen Problemen, die auf die schlechte Luft im Raum Leipzig zurückgeführt wurden, zogen seine Eltern mit ihm auf Anraten der Ärzte nach Wolgast an die Ostsee.

## Sportliche Laufbahn

### Vereinskarriere
Sebastian begann das Fußballspielen beim SV Motor Wolgast im Jahr 1993. Hier spielte er bis 1996 in der D-Jugend. Dann wurde er gesichtet und wechselte zur Jugend des Greifswalder SC. 1999 erhielt er eine Anfrage von Hansa Rostock. Er nahm das Angebot an, besuchte das neu gebaute Internat und spielte anfänglich in der B-Jugend des Vereins. 2003 legte er an der CJD Jugenddorf-Christophorusschule Rostock sein Abitur ab.
Ab 2001 gehörte Sebastian der zweiten Mannschaft bei Hansa an, die in der Fußball-Oberliga Nordost spielte. Sein Debüt im Profiteam der Hansestädter feierte er am 7. November 2004, als er von Trainer Juri Schlünz in die Startaufstellung gegen den VfB Stuttgart berufen wurde. In der Saison 2004/05 kam er zu insgesamt acht Bundesligaspielen für die erste Mannschaft des F.C. Hansa, welche am Ende der Saison in die 2. Bundesliga abstieg. Dabei erzielte er am 30. April 2005 beim 2:1-Sieg gegen Hertha BSC sein erstes Bundesligator. Zwei Jahre später gelang Sebastian in der Saison 2006/07 der Wiederaufstieg mit Hansa und verließ den Verein 2008 nach dem erneuten Abstieg aus der höchsten deutschen Spielklasse.
Zur Saison 2008/09 wechselte Sebastian ablösefrei zum Karlsruher SC. Nach dem Abstieg der Badener verlor sein bis 2011 datierter Vertrag jedoch an Gültigkeit, woraufhin er nach nur einem Jahr nach Rostock zurückkehrte und dort einen Vierjahresvertrag erhielt. Doch auch mit Hansa stieg Sebastian in der Saison 2009/10 ab, diesmal allerdings in die 3. Liga, wodurch sein Vertrag mit Rostock ebenfalls seine Gültigkeit verlor.
Daraufhin kehrte Sebastian in seine Geburtsstadt Leipzig zurück und wechselte in die Regionalliga Nord zu RB Leipzig, wo er einen Vierjahresvertrag bis zum 30. Juni 2014 unterschrieb und sofort zum Mannschaftskapitän ernannt wurde. Sebastian kam auf 27 Saisoneinsätze und erzielte ein Tor. Den anvisierten Aufstieg in die 3. Liga verpasste er mit RB deutlich. Zur neuen Saison 2011/12 kam mit Peter Pacult ein neuer Trainer. Dieser bestimmte Daniel Frahn zum neuen Kapitän. Sebastian kam in der Saison auf 19 Einsätze und erzielte drei Tore. Der Drittligaaufstieg wurde erneut verfehlt. Mit dem Aufstieg klappte es schließlich in der Saison 2012/13. Sebastian spielte elf Partien in der regulären Saison und wurde zudem im zweiten Relegationsspiel eingewechselt.
Am 14. Januar 2016 wechselte Tim Sebastian innerhalb der 2. Liga zum SC Paderborn 07. Er unterschrieb einen bis zum 30. Juni 2018 datierten Vertrag. Zu Beginn der Saison 2017/18 einigten sich der SC Paderborn und Sebastian auf die vorzeitige Vertragsauflösung.

### Auswahleinsätze
Beim DFB kam Sebastian erstmals im Jahr 2000 zu einem Einsatz in der U-15-Auswahl. Bis 2004 kam er pro Jahr zu je einem weiteren Einsatz in den Jugendmannschaften des DFB.

## Weiterer Werdegang
Von 2017 bis 2021 studierte er an der Universität Leipzig Psychologie. Am 14. Januar 2018 kehrte er zu RB Leipzig als Teammanager zurück. Nach der Saison 2018/19 wurde unter dem neuen Trainer Julian Nagelsmann sein Posten durch Timmo Hardung besetzt. Nach dem Abschluss seines Studiums schloss er sich dem Psychologenteam der Leipziger an.